# 2024年パリオリンピックの卓球競技
2024年パリオリンピックの卓球競技（2024ねんパリオリンピックのたっきゅうきょうぎ）は国際卓球連盟（ITTF）が管轄し、2024年パリオリンピックにて実施されたオリンピックの卓球競技。2024年7月27日から8月10日までパリ南アリーナ（ポルト・ド・ヴェルサイユ見本市会場）・アリーナ4にて行われた。前回大会に続き男女シングルス・混合ダブルスの個人3種目及び男女団体戦が実施された。男女団体戦は今回で最後となった。

## 出場枠
競技全体の出場枠は男女各86人。混合ダブルスは16組、団体戦は16カ国で争う。1カ国からは男女それぞれ3名まで出場できるが、シングルスには男女それぞれ1カ国最大2名まで、混合ダブルスは1組のみの出場となる。開催国のフランスは全種目に自動的に出場する。
団体戦には開催国であるフランスのほか、各大陸予選（アメリカ大陸は北米とラテンアメリカに分かれている）の勝者6チーム、2024年世界卓球選手権団体戦（ 釜山）の上位8チームに加え、予選を通じて出場枠を得ていない国のうち2024年3月時点での世界チームランキングで最上位となった1チームに出場権が与えられる。
混合ダブルスには各大陸予選から1組ずつ（計6組）、2024年4月11日・12日に開催される予選大会（ ハビジョフ）の上位4組、2024年5月7日時点の世界ランキング上位の5組と、開催国（フランス）1組が出場する。後にアジアは強豪揃いということもあって、大陸予選を行わず世界ランク域内最上位をアジア代表にした。なお、団体戦の出場国の選手が混合ダブルスに出場する場合は、団体戦のメンバーにも含まれていなければならない。
シングルスには団体戦の出場国からは団体戦のメンバーの中で世界ランキング上位2名（計32名）が出場する。その他の国の選手を対象としては、各大陸が定めた方法で予選またはシングルス世界ランキングによって22名（アジア、ヨーロッパ：6名ずつ、アメリカ：5名、アフリカ：4名、オセアニア：1名）の選手に出場権が与えられるほか、2024年6月18日時点でのシングルス世界ランキング（最大15名）、ユニバーサリティ枠（1名）による出場権が与えられる。

## 用具
卓球台は上海紅双喜が提供。色は黒を基調にし、縁などに薄紫色の要素を加えている。側面に浮彫で「PARIS 2024」のロゴを入れている。台座の照明はリモコンで遠隔操作が可能。
試合球は広州双魚体育用品の「Double Fish PAR40+」で、双魚は2008年北京大会以来16年ぶりに公式試合球を提供した。フロアマットは河北英利奥体育用品を採用した。

## 参加国

### 男子
| カテゴリー                      | カテゴリー                      | 国名                 | 団体 | 個人出場 | 備考                       |
| ------------------------------- | ------------------------------- | -------------------- | ---- | -------- | -------------------------- |
| 大陸予選                        | アジア                          | 中国                 | Yes  | 2        | 世界卓球で枠重複により放出 |
| 大陸予選                        | アフリカ                        | エジプト             | Yes  | 2        |                            |
| 大陸予選                        | ヨーロッパ                      | スウェーデン         | Yes  | 2        |                            |
| 大陸予選                        | 北米                            | カナダ               | Yes  | 2        |                            |
| 大陸予選                        | ラテンアメリカ                  | ブラジル             | Yes  | 2        |                            |
| 大陸予選                        | オセアニア                      | オーストラリア       | Yes  | 2        |                            |
| 世界卓球団体戦                  | 世界卓球団体戦                  | 日本                 | Yes  | 2        |                            |
| 世界卓球団体戦                  | 世界卓球団体戦                  | デンマーク           | Yes  | 2        |                            |
| 世界卓球団体戦                  | 世界卓球団体戦                  | 韓国                 | Yes  | 2        |                            |
| 世界卓球団体戦                  | 世界卓球団体戦                  | フランス             | Yes  | 2        | オリンピックホスト国       |
| 世界卓球団体戦                  | 世界卓球団体戦                  | ポルトガル           | Yes  | 2        |                            |
| 世界卓球団体戦                  | 世界卓球団体戦                  | チャイニーズタイペイ | Yes  | 2        |                            |
| 世界卓球団体戦                  | 世界卓球団体戦                  | ドイツ               | Yes  | 2        |                            |
| 世界ランク枠                    | 世界ランク枠                    | スロベニア           | Yes  | 2        |                            |
| 開催国枠・世界卓球 重複枠再配分 | 開催国枠・世界卓球 重複枠再配分 | クロアチア           | Yes  | 2        |                            |
| 開催国枠・世界卓球 重複枠再配分 | 開催国枠・世界卓球 重複枠再配分 | インド               | Yes  | 2        |                            |

### 女子
| カテゴリー                      | カテゴリー                      | 国名                 | 団体 | 個人出場 | 備考                       |
| ------------------------------- | ------------------------------- | -------------------- | ---- | -------- | -------------------------- |
| 大陸予選                        | アジア                          | 中国                 | Yes  | 2        | 世界卓球で枠重複により放出 |
| 大陸予選                        | アフリカ                        | エジプト             | Yes  | 2        |                            |
| 大陸予選                        | ヨーロッパ                      | ドイツ               | Yes  | 2        | 世界卓球で枠重複により放出 |
| 大陸予選                        | 北米                            | アメリカ合衆国       | Yes  | 2        |                            |
| 大陸予選                        | ラテンアメリカ                  | ブラジル             | Yes  | 2        |                            |
| 大陸予選                        | オセアニア                      | オーストラリア       | Yes  | 2        |                            |
| 世界卓球団体戦                  | 世界卓球団体戦                  | 日本                 | Yes  | 2        |                            |
| 世界卓球団体戦                  | 世界卓球団体戦                  | 韓国                 | Yes  | 2        |                            |
| 世界卓球団体戦                  | 世界卓球団体戦                  | フランス             | Yes  | 2        | オリンピックホスト国       |
| 世界卓球団体戦                  | 世界卓球団体戦                  | 香港                 | Yes  | 2        |                            |
| 世界卓球団体戦                  | 世界卓球団体戦                  | チャイニーズタイペイ | Yes  | 2        |                            |
| 世界卓球団体戦                  | 世界卓球団体戦                  | ルーマニア           | Yes  | 2        |                            |
| 世界ランク枠                    | 世界ランク枠                    | タイ                 | Yes  | 2        |                            |
| 開催国枠・世界卓球 重複枠再配分 | 開催国枠・世界卓球 重複枠再配分 | インド               | Yes  | 2        |                            |
| 開催国枠・世界卓球 重複枠再配分 | 開催国枠・世界卓球 重複枠再配分 | ポーランド           | Yes  | 2        |                            |
| 開催国枠・世界卓球 重複枠再配分 | 開催国枠・世界卓球 重複枠再配分 | スウェーデン         | Yes  | 2        |                            |

### 混合ダブルス
太字の選手は、規定により性別団体種目のメンバーとなる。卓球では、他国代表を務めた選手が別の国の代表として返り咲くことが許容されている。
| カテゴリー   | カテゴリー   | 国名                 | 選手（メンバー確定）             | 選手（メンバー確定）     | 備考                         |
| カテゴリー   | カテゴリー   | 国名                 | 女子                             | 男子                     | 備考                         |
| ------------ | ------------ | -------------------- | -------------------------------- | ------------------------ | ---------------------------- |
| 開催国枠     | 開催国枠     | フランス             | ジアナン・ユアン（袁佳楠）       | アレクシス・ルブラン     | 女子のユアンは中国出身       |
| 大陸予選     | アジア       | （不開催）           | （不開催）                       | （不開催）               | 世界ランクアジア最上位に割当 |
| 大陸予選     | アフリカ     | エジプト             | ディナ・メシュレフ               | オマール・アサール       |                              |
| 大陸予選     | ヨーロッパ   | ドイツ               | ニーナ・ミッテルハム             | 邱党                     | 男子の邱党は華僑2世          |
| 大陸予選     | 南北アメリカ | キューバ             | ダニエラ・フォンセカ・カラザーナ | ホルヘ・カンポス         |                              |
| 大陸予選     | 南北アメリカ | ブラジル             | ブルーナ・タカハシ               | ヴィトール・イシイ       | 日系人ペア                   |
| 大陸予選     | オセアニア   | オーストラリア       | ジー・ミンヒョン（지민형）       | ニコラス・ラム           | 女子のジーは韓国出身         |
| 世界予選枠   | 世界予選枠   | スペイン             | マリア・シャオ                   | アルバロ・ロブレス       | 女子のシャオは華僑2世        |
| 世界予選枠   | 世界予選枠   | 香港                 | 杜凱琹                           | 黄鎮廷                   | 女子のみ団体戦にエントリー   |
| 世界予選枠   | 世界予選枠   | 北朝鮮               | 金クムヨン（김금용）             | 李ヨンシク（리영식）     |                              |
| 世界予選枠   | 世界予選枠   | スウェーデン         | クリスティーナ・ケルベリ         | クリスチャン・カールソン |                              |
| 世界ランク枠 | 世界ランク枠 | 中国                 | 孫穎莎                           | 王楚欽                   | 全世界ランク最上位           |
| 世界ランク枠 | 世界ランク枠 | 韓国                 | 申裕斌（신유빈）                 | 林鐘勳（임종훈）         |                              |
| 世界ランク枠 | 世界ランク枠 | 日本                 | 早田ひな                         | 張本智和                 |                              |
| 世界ランク枠 | 世界ランク枠 | チャイニーズタイペイ | 陳思羽                           | 林昀儒                   |                              |
| 世界ランク枠 | 世界ランク枠 | ルーマニア           | ベルナデッテ・スッチ             | オビディウ・イオネスク   | 女子のみ団体戦にエントリー   |
| 世界ランク枠 | 世界ランク枠 | ハンガリー           | ドーラ・マダラシュ               | ナンドル・エクセキ       |                              |

## 競技日程
| P | 予選 | Rn | n回戦 | ¼ | 準々決勝 | ½ | 準決勝 | B | 3位決定戦 | F | 決勝 |

| 日付種目       | 7月27日 | 7月27日 | 7月28日 | 7月29日 | 7月29日 | 7月30日 | 7月30日 | 7月31日 | 7月31日 | 8月1日 | 8月2日 | 8月3日 | 8月3日 | 8月4日 | 8月4日 | 8月5日 | 8月6日 | 8月6日 | 8月7日 | 8月7日 | 8月8日 | 8月9日 | 8月9日 | 8月10日 | 8月10日 |
| -------------- | ------- | ------- | ------- | ------- | ------- | ------- | ------- | ------- | ------- | ------ | ------ | ------ | ------ | ------ | ------ | ------ | ------ | ------ | ------ | ------ | ------ | ------ | ------ | ------- | ------- |
| 男子シングルス | P       | R1      | R1      | R1      | R2      | R2      | R2      | R2      | R3      | ¼      | ½      |        |        | B      | F      |        |        |        |        |        |        |        |        |         |         |
| 男子団体       |         |         |         |         |         |         |         |         |         |        |        |        |        |        |        | R1     | R1     | ¼      | ¼      | ½      | ½      | B      | F      |         |         |
| 女子シングルス | P       | R1      | R1      | R1      | R2      | R2      | R2      | R2      | R3      | ¼      | ½      | B      | F      |        |        |        |        |        |        |        |        |        |        |         |         |
| 女子団体       |         |         |         |         |         |         |         |         |         |        |        |        |        |        |        | R1     | R1     | ¼      | ¼      | ½      | ½      |        |        | B       | F       |
| 混合ダブルス   | R1      | R1      | ¼       | ½       | ½       | B       | F       |         |         |        |        |        |        |        |        |        |        |        |        |        |        |        |        |         |         |

## 競技結果
| 種目           | 金                            | 銀                                                                                        | 銅                                                                        |
| -------------- | ----------------------------- | ----------------------------------------------------------------------------------------- | ------------------------------------------------------------------------- |
| 男子シングルス | 樊振東 中国 (CHN)             | トルルス・モーレゴード スウェーデン (SWE)                                                 | フェリックス・ルブラン フランス (FRA)                                     |
| 女子シングルス | 陳夢 中国 (CHN)               | 孫穎莎 中国 (CHN)                                                                         | 早田ひな 日本 (JPN)                                                       |
| 男子団体       | 中国 (CHN) 樊振東 馬龍 王楚欽 | スウェーデン (SWE) アントン・シェルベリ クリスティアン・カールソン トルルス・モーレゴード | フランス (FRA) シモン・ゴージ アレクシス・ルブラン フェリックス・ルブラン |
| 女子団体       | 中国 (CHN) 陳夢 孫穎莎 王曼昱 | 日本 (JPN) 早田ひな 張本美和 平野美宇                                                     | 韓国 (KOR) シン・ユビン チョン・ジヒ イ・ウネ                             |
| 混合ダブルス   | 中国 (CHN) 王楚欽 孫穎莎      | 北朝鮮 (PRK) リ・ジョンシク キム・グミョン                                                | 韓国 (KOR) イム・ジョンフン シン・ユビン                                  |